# El Rancho Hotel
Das El Rancho Hotel ist ein historisches Hotel in Gallup, im McKinley County im US-Bundesstaat New Mexico, in den Vereinigten Staaten. Es liegt an der 1000 East 66 Avenue, der ehemaligen Route 66. Das Gebäude selbst ist architektonisch im Bossenwerk gehalten. Das Hotel wurde 1936/37 fertiggestellt.

## Geschichte
Bauherr war Joe Massaglia, der den Auftrag von R.E. „Griff“ Griffith, Bruder des legendären Hollywoodregisseurs David Wark Griffith, erhielt. Als R.E. Griffith in den frühen 1930ern nach Gallup kam, war er fasziniert von dieser Gegend. Einige Jahre später entschloss er sich nach Gallup zurückzukehren mit dem Vorhaben, ein Hotel zu bauen. Von Anfang an war das El Rancho Zentrum der Filmindustrie in Gallup. Sowohl R.E. Griff als auch sein Bruder ermutigten Leute der Filmbranche, das El Rancho Hotel wegen seiner Nähe zu bemerkenswerten Landschaften als Basis für die Stars und ihre Crews zu verwenden.
Nach der Eröffnung 1936 war das Hotel in aller Munde, besonders wegen der anspruchsvollen und komfortablen Einrichtung und Dienstleistungen der Hotelcrew. Das Hotelpersonal wurde von der damals sehr bekannten Fred Harvey Company aus- und weitergebildet.
Das vorläufige Ende des erfolgreichen Unternehmens El Rancho wurde Mitte der 1960er eingeleitet, als die Produktionen von Westernfilmen in der Gegend mehr und mehr abnahmen.
Die Bedeutung des Hotels geht zurück auf zahlreiche berühmte Filmschauspieler, die hier zwischen den 1930ern und 1950ern logierten, meist im Zusammenspiel von Filmdreharbeiten, hauptsächlich Westernfilme, die in der Umgebung von Gallup stattfanden. Manche Zimmer sind nach dem Namen des Stars benannt, der im jeweiligen Zimmer verweilte. Dazu zählen unter anderem:
| - Burt Lancaster - Dennis Morgan - Doris Day - Errol Flynn - Gregory Peck - Jane Fonda | - Katharine Hepburn - Kirk Douglas - Lee Marvin - Spencer Tracy - John Wayne - Marx Brothers |

## Sonstiges
Das Gebäude wurde am 14. Januar 1988 vom National Register of Historic Places mit der Nummer 87002222 aufgenommen und steht heute unter Denkmalschutz.